# Valderrutia
Valderrutia es un despoblado que actualmente forma parte del municipio de Condado de Treviño, en la provincia de Burgos, Castilla y León (España).

## Historia
Situado al este de la localidad de Ascarza en dirección a San Vicentejo, se desconoce cuándo se despobló.
Actualmente sus tierras son conocidas con el topónimo de El Chaparral de Valderrutia.